# Bourzoaga
Bourzoaga est une localité située dans le département de Bitou de la province du Boulgou dans la région Centre-Est au Burkina Faso.

## Démographie
| 2003 | 2006 | 2012 |
| ---- | ---- | ---- |
| 170  | 38   | -    |

## Santé et éducation
Le centre de soins le plus proche de Bourzoaga est le centre médical (CM) de Bitou tandis que le centre médical avec antenne chirurgicale (CMA) de la province se trouve à Tenkodogo.
Bourzoaga ne possède pas d'école primaire. 